# Dégaine-explose
Pour les articles homonymes, voir Dégaine (homonymie).

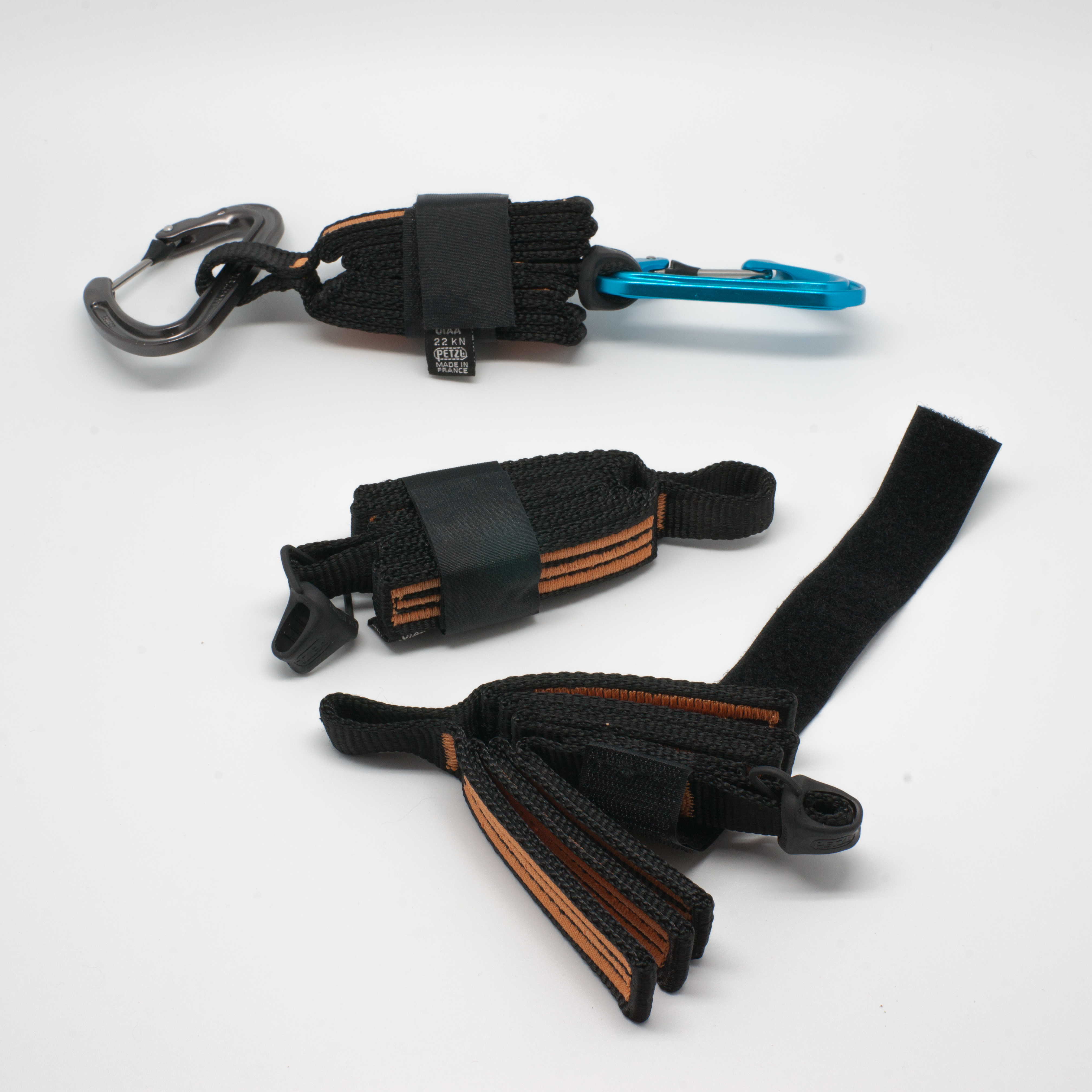
Dégaine-explose Nitro 3 Petzl

Une dégaine-explose ou absorbeur de choc est une dégaine qui comporte un processus mécanique permettant d'absorber une partie de l'énergie d'un choc pour éviter qu'un point douteux ne casse.

## Modèle
Il existe deux principes de fonctionnement, un mode par déchirement et un mode par coulissement. Le déchirement ou le coulissement se déclenche à partir de 300 daN.

## Utilisation en cascade de glace
En cascade de glace, pour limiter les forces de choc sur les premières broches quand le facteur de chute sur la corde est important, pour les petites broches ou pour de la mauvaise glace, il est conseillé d'utiliser une dégaine-explose.